# Clergé séculier
| \| Christ Haut clergé Évêques Pape Patriarches Archevêques majeurs Cardinaux Primats Évêques métropolitains Archevêques Évêques diocésains Autres évêques Abbés/Abbesses Ordinaires Ordinaires locaux Sacerdoce Bas-clergé Vicaires généraux Doyens Curés Vicaires Diaconat Diacres Religieux/Religieuses Moines/Moniales Novice Séminaristes Clergé séculier Clergé régulier Laïcs \| La place du clergé régulier dans la hiérarchie de l'Église catholique. |
| Christ Haut clergé Évêques Pape Patriarches Archevêques majeurs Cardinaux Primats Évêques métropolitains Archevêques Évêques diocésains Autres évêques Abbés/Abbesses Ordinaires Ordinaires locaux Sacerdoce Bas-clergé Vicaires généraux Doyens Curés Vicaires Diaconat Diacres Religieux/Religieuses Moines/Moniales Novice Séminaristes Clergé séculier Clergé régulier Laïcs                                                                              |

Le clergé séculier est le clergé qui vit dans le « siècle »  (du latin : sæcularis) dans la vie en société, pour distinguer avec le clergé régulier qui vit selon une « règle de vie » (du latin : regularis) d’un ordre et partage un lieu de vie collectif (une abbaye, un couvent, un prieuré). Ce terme désigne surtout les prêtres, les chanoines, et les évêques et concerne particulièrement l'Église catholique.

## Présentation
Le clergé séculier, c'est-à-dire non soumis à une règle — donc non religieux —, obéissant à l'ordinaire d'un diocèse : archevêque, évêque, curé, vicaire, aumônier et autres prêtres non soumis à une règle, tous les ecclésiastiques qui vivent « dans le siècle », c'est-à-dire dans le monde, au contact de leurs concitoyens. La tradition catholique fait appartenir au clergé séculier tous les clercs de chœur. La tonsure n'est plus obligatoire. Cependant, une paroisse peut être confiée au clergé régulier.

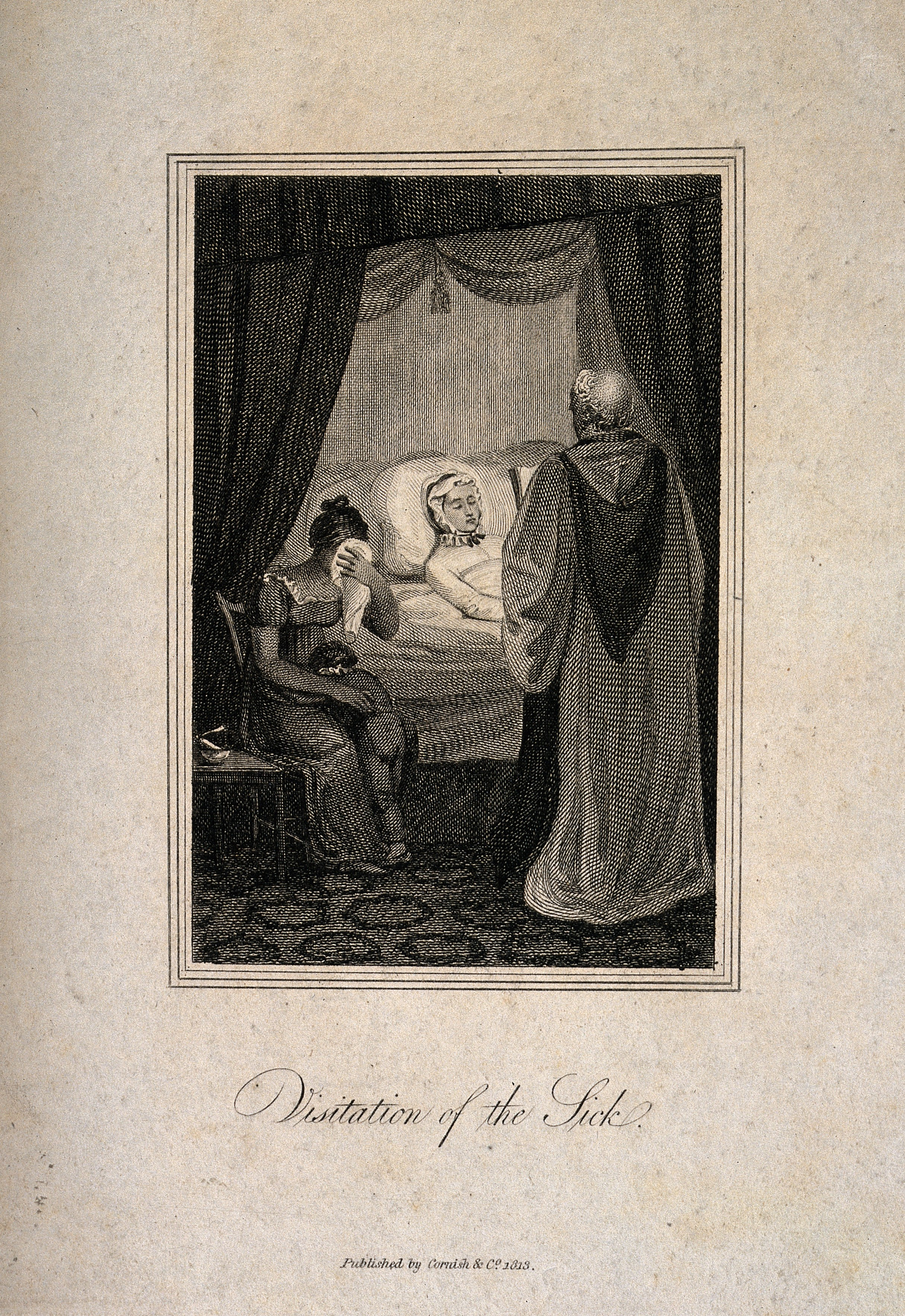
Rôle du clergé séculier : accompagnement de l'âme des malades.

### Les prêtres et les chanoines
Dans l'Église catholique, le mot séculier désigne le sacerdoce d'un prêtre, qui le distingue du prêtre régulier, soumis à une règle de vie religieuse. Séculier renvoie au statut d'un religieux qui vit dans le monde autrement dit : dans le siècle. Le prêtre séculier dépend de l'autorité épiscopale.
Les membres du clergé séculier ont pris des engagements religieux, mais leur principale caractéristique est d'être engagés dans la vie séculière et non en communauté. Le terme clergé séculier regroupe généralement les prêtres, les chanoines.
Alors que le clergé régulier s'engage dans les trois vœux de chasteté, de pauvreté et d'obéissance, le clergé séculier ne prononce aucun vœu, seulement les engagements de célibat (de ne pas vivre en couple) pour les membres de l'église catholique latine (dans les églises catholiques d'Orient, un homme marié peut être ordonné prêtre) et d'obéissance (de manière générale à l'Église, par l'intermédiaire de chaque supérieur hiérarchique). Les membres du clergé séculier sont soumis à la règle canonique et sont tenus de réciter les différentes prières de l'Office divin.
Cependant il se peut qu'un clerc séculier, comme un prêtre, décide d'entrer dans une congrégation religieuse, et donc, en plus de ses engagements s'ajoutent et se mêlent les vœux religieux.
Nombre de prêtres faisant partie d'une congrégation religieuse, comme la Société de Marie (les maristes), et d'autres, exercent, souvent à vie, ou jusqu'à leur retraite, un ministère diocésain, conformément à la spiritualité de ces congrégations, qui exercent une quantité de missions ecclésiales (associations de services, accompagnement des malades, etc.). Ils vivent donc dans des diocèses, et dépendent donc d'un évêque, tout ayant une liberté de mobilité un peu plus grande, n'ayant pas de diocèse d'incardination véritable, tout en étant prêtre de tel diocèse.

### Hiérarchie ecclésiale: diacres à évêques
Ce clergé séculier est composé des diacres, des prêtres et des évêques diocésains. Les diacres et les prêtres étant rattachés à un diocèse particulier, appelé diocèse d'incardination, sous la responsabilité de l'évêque titulaire. Cependant, bien qu'ayant leur diocèse d'incardination, ils peuvent voyager, exercer des ministères qui ne sont pas dans leur diocèse, ayant néanmoins des comptes à rendre à l'évêque de leur diocèse d'incardination, ainsi qu'à l'évêque du diocèse où ils exercent leur ministère. Les diacres et les prêtres peuvent demander à être excardinés, c'est-à-dire changer de diocèse d'incardination, selon accord de l'évêque du premier diocèse d'incardination.
Les évêques ne sont pas rattachés à des diocèses d'incardination, mais au Pape, qui décide du diocèse où l'évêque doit exercer son ministère. L'évêque, cependant, peut avoir un certain avis de réserve, demander sa démission pour raisons de santé, familiales, personnelles, « sociales » (conflit avec ses diocésains, comme monseigneur Jacques Gaillot avec le diocèse d'Évreux), et pour raison d'âge (c'est sa « retraite », qu'il peut prendre, ou plutôt, doit prendre à 75 ans).

### Condition d'accès au clergé
Jusqu'en 1972, c'est par la cérémonie de la tonsure que le fidèle accédait à l'état clérical. Le pape Paul VI publie le 15 août 1972 le Ministeria quædam (de), une « Lettre apostolique en forme de motu proprio réformant la discipline de la tonsure, des ordres mineurs et du sous-diaconat dans l'Église latine ». Ce motu proprio supprime la cérémonie de la tonsure et détermine que l’entrée dans l’état clérical est désormais jointe à l'ordination au diaconat. Ainsi le Code de droit canonique de 1983 déclare : « Par la réception du diaconat quelqu'un devient clerc ».

## Histoire du clergé en Europe

### Époque médiévale

L'organisation de la société féodale en trois ordres.

#### Hiérarchie ecclésiastique
L'Église catholique de l'Ancien Régime était constituée de plusieurs « clergés », mais tous se distinguaient des laïcs par la tonsure. Historiquement, se distinguaient le bas et le haut clergé.
Le bas clergé : le curé et ses vicaires, se trouvant en bas de la hiérarchie religieuse dans les paroisses. Selon les ressources des paroisses, il était souvent assez pauvre, ne vivant que de la portion congrue de la dîme.
Le haut clergé : les évêques, dirigeant le diocèse, placés en haut de la hiérarchie religieuse et résidant dans un évêché, archevêques, cardinaux, nonces… Ces ecclésiastiques étaient généralement riches, du fait des ressources foncières importantes de chaque siège épiscopal et des biens de leurs propres familles nobles. Comme ce n'était pas le cas de tous les diocèses, certains sièges épiscopaux pauvres étaient appelés, par mépris, « évêchés crottés ».

#### Des privilèges
En France et dans d'autres pays européens, le clergé bénéficiait du privilège du for ecclésiastique, c'est-à-dire qu'il ne pouvait être jugé que par un tribunal ecclésiastique, de la même manière qu'un noble ne pouvait être jugé que par ses pairs. Cette situation créa des abus dus a l'esprit de corps, notamment lorsque certaines professions comportant de nombreux clercs (comme le personnel des universités) furent assimilées au clergé d'ancien régime.

### Époque moderne

#### Clergé et états généraux
En France, le clergé constituait l'un des trois ordres des états généraux avec la noblesse et le tiers état. Ces trois ordres étaient la société de Loyseau. Il pouvait cependant arriver que des ecclésiastiques fussent élus dans d'autres ordres, surtout dans le tiers état.

## Situation contemporaine

### France
Dans l’Église catholique, le travail spirituel repose sur les prêtres, mais le nombre de prêtres diminue notamment à la campagne.
Plusieurs raisons peuvent expliquer la diminution du nombre de prêtres. D'une part, le nombre de candidats à la prêtrise diminue et d'autre part, parmi ceux qui deviennent prêtres, le nombre de défections augmente. La situation qualifiée de « crise des vocations » est un problème qui inquiète l'épiscopat français depuis le XIXe siècle. Dans son travail, Martine Sevegrand rappelle qu'environ 1 500 prêtres quittent leur ministère entre la fin des années 1960 et le début des années 1980.
Le rapport à la temporalité de l'engagement sacerdotal a également évolué. Il est devenu plus légitime aujourd'hui de quitter son engagement, le droit à la réversibilité de l'engagement est davantage accepté socialement. Cependant, la logique contractuelle et d'action individuelle, entre ainsi en tension avec le sacrement de l'ordre qui, canoniquement, est indélébile.